# Jordens kerne
Jordens kerne er det inderste af de tre lag i Jorden, som er opdelt i den indre og ydre kerne.
Den indre kerne strækker sig fra 5150 til 6371 km i dybden. Temperaturen er ca. 3.300 °C til 4.000 °C varm.
Kernen består af krom, svovl, jern og nikkel. Jern smelter ved en temperatur på 1.540 °C, derfor ville man måske tro at indre kerne består af flydende metaller, men dette er dog ikke rigtigt. I den indre kerne er der et så voldsomt tryk, så det gør den indre kerne fast. Inge Lehmann fremsatte i 1936 som den første en teori, hvor hun argumenterede for at Jorden har en fast indre kerne
Den ydre kerne strækker sig fra 2900 til 5150 km i dybden. Den ydre kerne er ca. 2.257 km tyk og er flydende og varm.
Hvis de to kerner roterer med forskellig hastighed, har Jorden et magnetfelt. Når de roterer i fase, har Jorden intet magnetfelt.[kilde mangler]